# Melanodexia nox
Melanodexia nox är en tvåvingeart som först beskrevs av Hall 1948.  Melanodexia nox ingår i släktet Melanodexia och familjen spyflugor. Inga underarter finns listade i Catalogue of Life.